# Jan Macaré
Jan Macaré est un gouverneur intérimaire du Ceylan néerlandais.